# Henri Duhem
Henri Aimé Duhem (n. 7 aprilie 1860, Douai, Nord-Pas-de-Calais, Franța – d. 24 octombrie 1941, Juan-les-Pins⁠(d), Alpes-Maritimes, Franța) a fost un pictor impresionist francez.

## Biografie
Descendent dintr-o veche familie flamandă, a practicat inițial avocatura. În 1887, pasiunea lui pentru desen și acuarelă l-a determinat în cele din urmă să meargă la Paris și să se înscrie la cursurile de desen ale lui Henri Harpignies⁠(d). În timp ce se afla acolo, s-a împrietenit cu Émile Breton⁠(d), care l-a introdus în pictura în ulei. Nepoata lui Breton, Virginie Demont-Breton⁠(d) (fiica lui Jules Breton⁠(d)), i-a prezentat o tânără pictoriță pe nume Marie Sergeant, cu care s-a căsătorit în 1890.

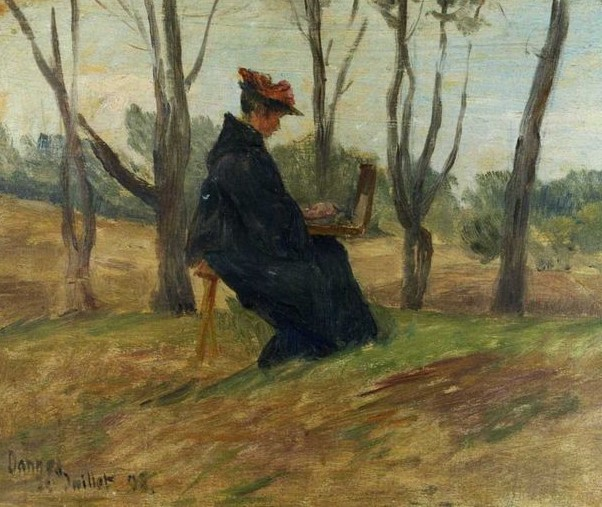
Marie Duhem pictând (1893)

Cam în acea perioadă, Demont-Breton s-a mutat într-un mic sat numit Wissant. Încurajați să îl urmeze, familia Duhem și-a stabilit o casă în Camiers și și-au adunat prietenii artiști pentru a forma ceea ce va fi cunoscut sub numele de „École de Wissant”, dintre care unii dintre cei mai notabili membri au fost Georges Maroniez⁠(d), Francis Tattegrain⁠(d) și Fernand Stiévenart⁠(d). În 1893, și-a abandonat complet cariera juridică pentru a se dedica artei, atât drept creator, cât și drept colecționar avid de lucrări ale contemporanilor săi. Împreună cu soția sa a călătorit foarte mult, deoarece a început să expună mai mult în străinătate.

### Pierderi personale
În prima parte a Primului Război Mondial, el și Marie și-au pierdut singurul fiu, Rémy, la asaltul de la Les Éparges (20 iunie 1915). Marie a fost profund afectată și nu și-a revenit niciodată cu adevărat. A murit din cauza unei tumori neglijate în 1918, în timpul ocupației. Datorită experienței sale juridice, Duhem a fost chemat să asiste la administrarea orașului Douai. Amintirile sale dureroase din această perioadă sunt consemnate într-o carte numită La Mort du foyer (Moartea unui cămin, Editions Figuière, 1922).
În perioada interbelică, a rămas activ din punct de vedere artistic, pregătind o expoziție importantă la Salon des Tuileries⁠(d) în 1923, făcând naveta între Douai și Paris, unde și-a păstrat o casă în Arondismentul 16. În 1932, a fost numit Comandant în Legiunea de Onoare. Cinci ani mai târziu, confruntat cu starea de sănătate în declin și cu amenințarea războiului, s-a mutat la Juan-les-Pins, unde a locuit la vila „Mont Riant” până la moarte.
În 1985, neprețuita sa colecție de artă a fost donată Muzeului Marmottan de fiica sa adoptivă Nelly, conform dorințelor sale.

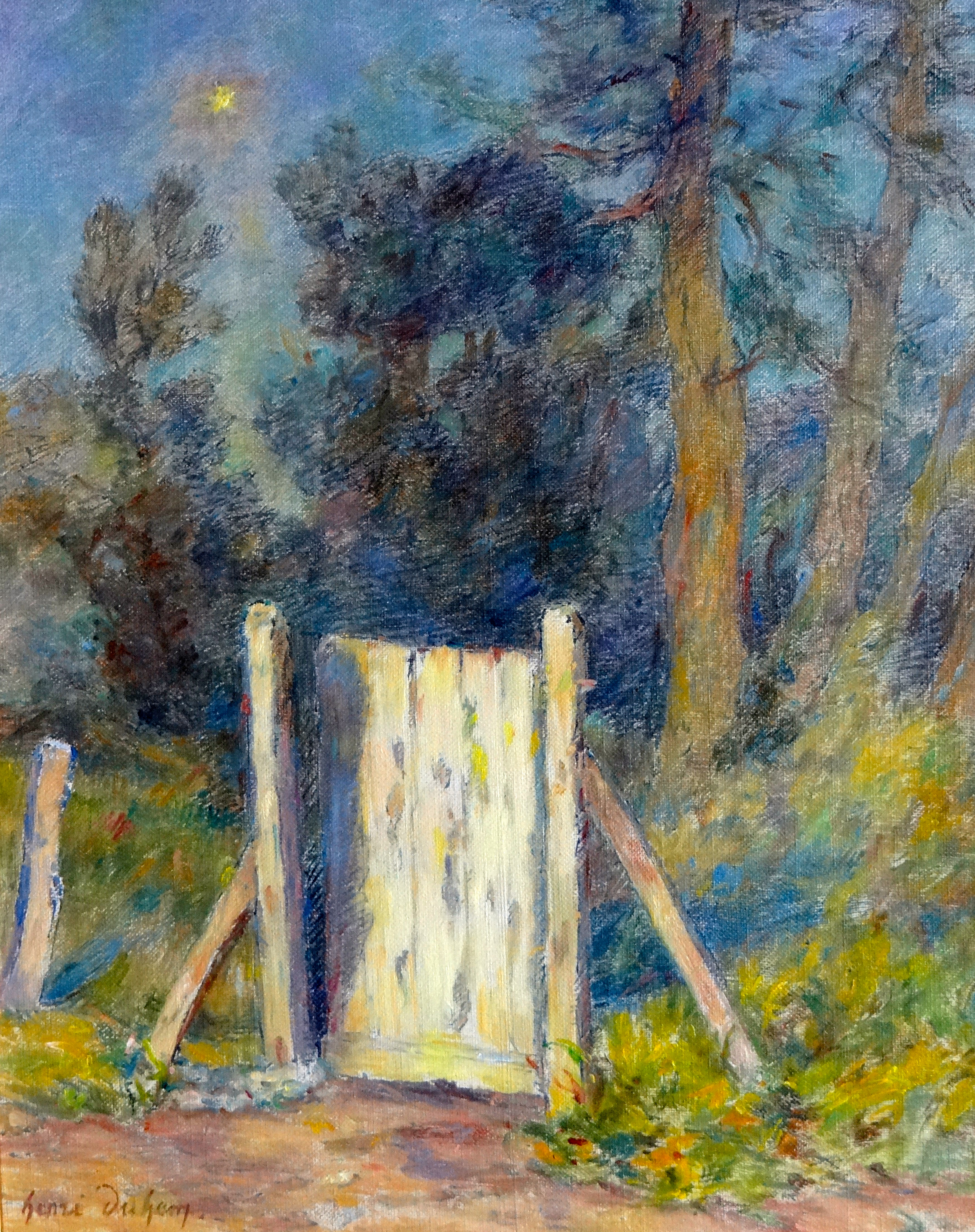
Poarta (1937)

## Alte scrieri ale lui Duhem
- Renaissances, éditions Clerget, 1897.
- Impressions d’Art Contemporain, éditions Figuière, 1913.
- Ève ou l'épicier, éditions de la Flandre, 1935.